# Émile Sauret
Émile Sauret (ur. 22 maja 1852 w Dun-le-Roi, zm. 12 lutego 1920 w Londynie) – francuski skrzypek, kompozytor i pedagog.

## Życiorys
Zdobył rozgłos jako cudowne dziecko, grał w Paryżu, Wiedniu i Londynie. Niewiele wiadomo na temat jego edukacji muzycznej. Przypuszczalnie studiował u Charles’a Auguste’a de Bériota w Brukseli, jego nauczycielami byli też prawdopodobnie Henri Vieuxtemps i Henryk Wieniawski. Międzynarodową karierę rozpoczął w 1872 roku od występu w Stanach Zjednoczonych, gdzie później wielokrotnie powracał. W 1873 roku poślubił Teresę Carreño, z którą rozwiódł się w 1876 roku. Koncertował w Niemczech, Skandynawii, Anglii i Rosji. Wielokrotnie gościł w Polsce, m.in. w Warszawie, gdzie w 1883 roku wykonał Koncert skrzypcowy Maurycego Moszkowskiego. Prowadził klasę skrzypiec w berlińskich konserwatoriach Kullaka (1880–1881) i Sterna (1881–1891). Wykładał w Royal Academy of Music w Londynie (1890–1903) i Musical College w Chicago (1903–1906). Od 1908 roku był wykładowcą londyńskiego Trinity College.
Skomponował liczne utwory na skrzypce i orkiestrę (Souvenir de Moscou, Rapsodie russe, Rapsodie suédoise, Farfalla, Elégie et Rondo) oraz na skrzypce i fortepian (Feuilles d’album, Pensées fugitives, Scènes champêtres, 20 grandes études, 12 études artistiques, 24 études-caprices). Napisał podręcznik Gradus ad Parnassum du violiniste.